# Marie Kapsevitch
Marie Kapsevitch, née le 2 septembre 1855 à Loknistoë (province de Tchernihiv), alors dans l'Empire russe (et aujourd'hui en Ukraine), et morte en 1917 durant la Révolution russe, est la première étudiante et la première femme diplômée de l'École nationale vétérinaire d'Alfort.
Elle est la première femme diplômée en médecine vétérinaire en France et probablement la première d'Europe.

## Biographie
Issue d'une riche famille russe originaire d'Ukraine, Marie Kapsevitch naît en 1855 à Loknistoë. Passionnée par les lévriers, elle s'installe à Paris dans les années 1890 pour suivre quelques cours à l'École nationale vétérinaire d'Alfort, afin d'apprendre à soigner elle-même ses animaux. En 1893, elle obtient l'autorisation d'y entrer officiellement comme élève.
Quatre ans plus tard, le 23 juillet 1897, elle en sort diplômée, mentionnée comme « (Non classée), Mlle Kapcevitch (Marie), de Loknistoë (Russie) » à la fin de la liste des élèves reçus. Plusieurs journaux relaient la nouvelle, présentant Marie Kapsevitch comme « la première personne de son sexe » ayant fait de telles études, et soulignant qu'elle est « une aimable personne, très libérale et aimée de tous ses camarades ». Elle est probablement la première Européenne diplômée en médecine vétérinaire.
Au début du XXe siècle, elle achète à Pornichet la villa Ker Arvor, dans le quartier Sainte-Marguerite. Dans un cabinet aux murs recouverts de boiseries en pitchpin, elle brode des tapisseries représentant des scènes rurales russes. Son habitude de se rendre à la plage en sortie de bain puis de la confier  à sa femme de chambre pour se baigner nue dans la mer fait jaser,. 
En avril 1913, elle devient membre de la Société vétérinaire du Calvados, de la Manche et de l'Orne.
Rentrée en Russie, elle meurt fusillée lors de la Révolution russe, en 1917. Son homme d'affaires, M. Le Bédeff, hérite de sa villa à Pornichet.